# Língua porja
Os Porja formam uma tribo que habita a área da Agência do Distrito de Visakhapatnam e área próximas no estado de Orissa. Eles são basicamente agricultores e cultivam terras nos níveis mais altos da encostas das colinas. Conforme o Censo da Índia de 1981, eram na época 16.479 pessoas residindo principalmente em Munchangiputtu, Ananthagiri e Pedda Bayalu Mandals. A maioria dos falantres de Porja migraram de outros pontos de Orissa para seu habitat atual há cerca de 300 anos em busca de terras cultiváveis.

## Língua
A língua original por eles falada era o dialeto 'Parji dialect', uma forma corrompida do Oriá. O termo “Porja” parece ter se derivado das palavras “pó” e “raja” da língua Oriá, que significa “filho de um rei”.
AS palavras Porja e Parja parecem ser sinônimos. O dialeto 'Parji' era idêntico ao “Bhatri” que hoje é uma das formas do Oriá.

## Escrita
O índice de alfabetização entre os Porja é baixíssimo, pois eles consideram que as crianças devem desde cedo realizar atividades rentáveis em lugar de ir a escola. Uma escrita própria para a língua foi desenvolvida pela Professora S. Prasanna Sree da Andhra University, Visakhapatnam, Andhra Pradesh, India. Prasanna Sree desenvolveu escritas com base em escritas indus já existentes para certos sons comuns a outras línguas locais, porém com diferentes conjuntos de caracteres para cada uma das línguas relacionadas, tais como Bagatha, Gadaba, Kolam, Konda-dora, Jatapu, Koya, Kupia.
- São 13 sons vogais com símbolos para vogais que, conforme a simbologia, podem ser isoladas (no início da sílaba) ou conjuntas: a aa e ee u uu ae aaae i o oo ou aum auh
- e 21 sons consoantes que podem ser curtos ou longos (símbolos diferenciados): ka gha gna cha já ta da tha dha na pa bha ma ya ra la va as ha

## Nota
1. ↑   Dr Prasanna Sree